# Orlando Gutiérrez Callejo
Orlando Gutiérrez Callejo és un exfutbolista càntabre, nascut a Laredo, el 18 de març de 1976. Ocupava la posició de defensa.
Format al Reial Valladolid, va arribar a jugar a primera divisió amb els castellans, entre la temporada 98/99 i la 99/00. Posteriorment, la seua carrera ha prosseguit per conjunts de Segona Divisió B, com la UE Lleida o el CE Castelló.